# Schootsheide
Schootsheide (ook: Heikant of Hei) is een gehucht ten zuidoosten van Neeroeteren in de Belgische gemeente Maaseik.

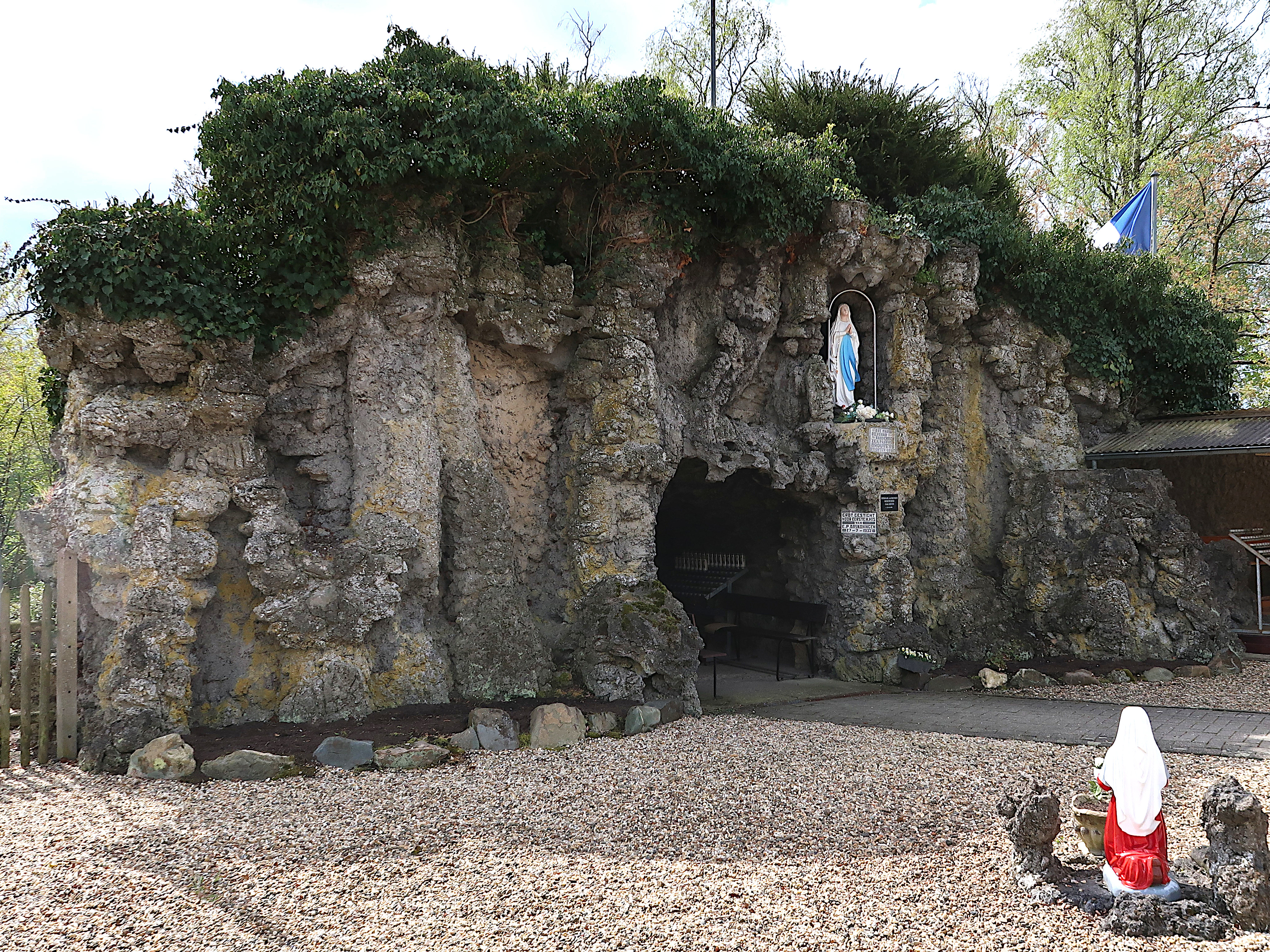
Lourdesgrot

De Schootsheide was een uitgestrekt moerassig heidegebied dat zich over diverse gemeenten uitstrekte. Vanaf midden 19e eeuw werd dit gebied ontgonnen en ontstond ook dit gehucht.
In 1932 werd hier, nabij Grotlaan 81, een Lourdesgrot gebouwd met een kapelletje, en in 1939 werd dit uitgebreid tot een Mariapark met een calvarieberg, statiekapelletjes van Onze-Lieve-Vrouw van Smarten, en een Mariakapel.
Op de Schootsheide werden in de tweede helft van de 19e eeuw wateringen aangelegd, die deels nog intact zijn. Ten oosten van Schootsheide stroomt de Bosbeek, en in de Bosbeekvallei bevindt zich een natuurreservaat, Tösch-Langeren.
Deelgemeenten: Maaseik · Neeroeteren · Opoeteren

Overige kernen: Aldeneik · Berg · De Riet · Dorne · Heppeneert · Gremelslo · Schootsheide · Siemkensheuvel · 't Ven · Voorshoven · Waterloos · Wurfeld

Belgische gemeenten · Arrondissement Maaseik · Limburg · Vlaanderen